# Thomas Lode
Pas d'image ? Cliquez ici

a Compétitions nationales et continentales officielles uniquement.

Thomas Lode, né le 13 mai 1981, est un joueur français de rugby à XV qui évolue au poste de centre ou ailier. Il mesure 1,77 m pour 93 kg.

## Biographie
Il a participé au calendrier Les Dieux du stade en 2004[réf. nécessaire].

## Carrière
- Stade français Paris
- Pays d'Aix RC
- 2005-2007 : US Colomiers (Pro D2)
- 2007-2008 : Blagnac SCR (Pro D2)
- 2008-2011 : Lavaur (Fédérale 1)

## Palmarès
- Championnat de France de 1re division fédérale :
  - Champion : 2005 avec l'US Colomiers.